# Ceper

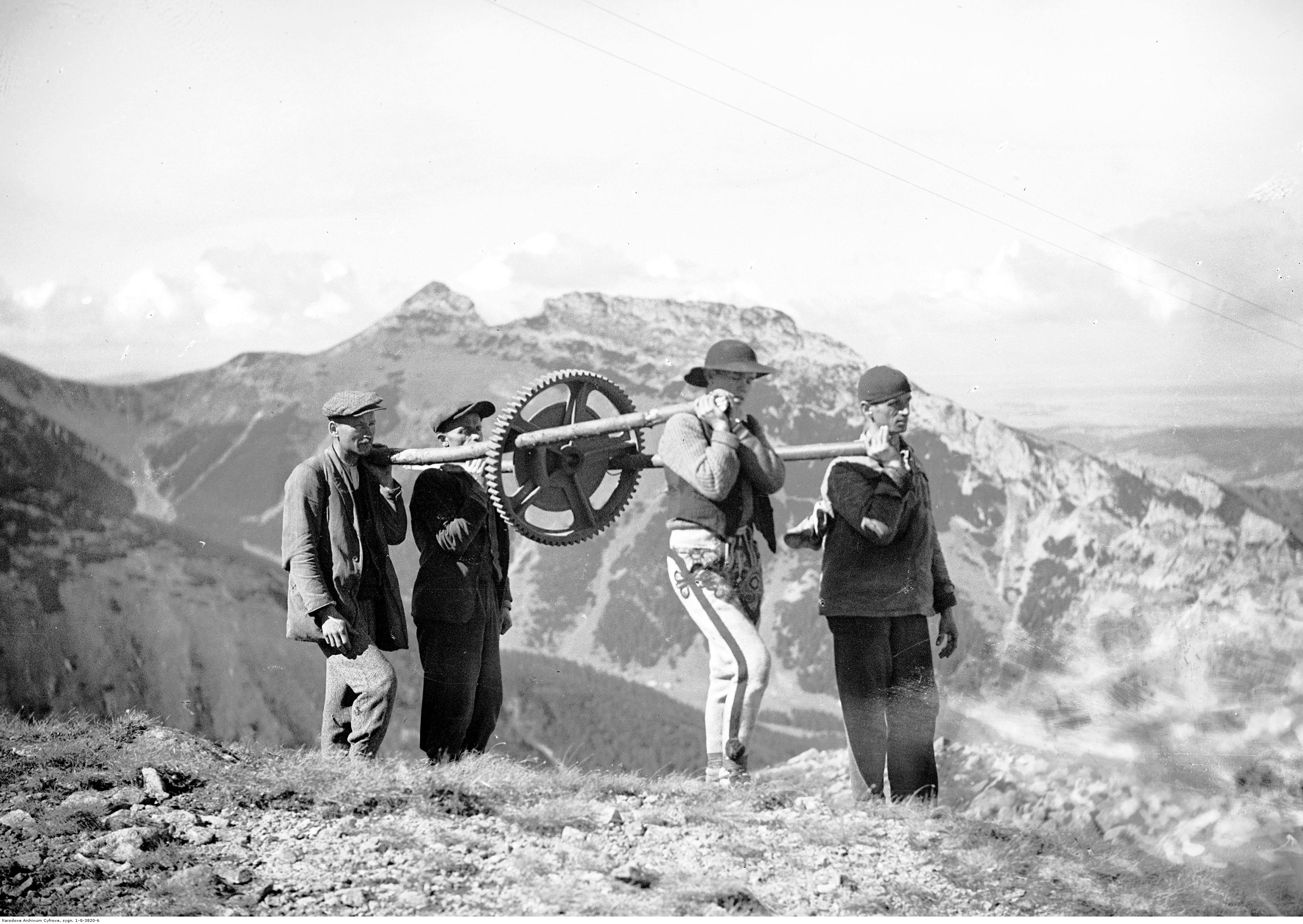
Ceprzy i góral

Ceper (błędnie: cepr) – określenie używane przez górali w odniesieniu do turystów przyjeżdżających z nizinnych rejonów Polski.

## Pochodzenie
Pierwotnie mianem "cepra" górale określali pracowników przyjeżdżających z innych rejonów kraju na Podhale (np. robotników drogowych, kolejowych). Jeszcze po II wojnie światowej posługiwano się tym wyrazem w oryginalnym znaczeniu. W okresie międzywojennym część bardziej zaawansowanych turystów nazywała "ceprami" ludzi, którzy wychodzili w Tatry całkowicie nieprzygotowani do wędrówki. Niewłaściwe znaczenie słowa "ceper", odnoszące się do wszystkich osób niebędących góralami, zostało dodatkowo rozpowszechnione przez osoby niezbyt znające oryginalne znaczenie tego słowa oraz przez dziennikarzy.
Obecnie nawet sami górale stosują to pojęcie niezgodnie z pierwotnym znaczeniem, nazywając tak nie tylko turystów, wybierających się w Tatry bez odpowiedniego obuwia, ale także doświadczonych turystów.
Nie jest znana geneza słowa ceper – być może pochodzi ono od wyrazu saper. Nieprawdziwa jest natomiast wersja wywodząca to określenie od inżyniera o takim nazwisku, pracującego rzekomo przy budowie kolei do Zakopanego. Słowo to podobne jest do niemieckiego słowa Zipser, samookreślenia niemieckojęzycznych mieszkańców pobliskiego Spiszu.